# Филип Ђурић
Филип Ђурић  (Крагујевац, 15. септембар 1986) српски je глумац.

## Биографија
Филип Ђурић је рођен у  Крагујевцу, где је завршио Другу крагујевачку гимназију. Прве глумачке кораке направио је у Дечијој радионици, а након тога у Драмском студију Дома омладине Крагујевац код Славице Урошевић - Слаје. Основне и мастер студије глуме завршава у класи професорке Јасне Ђуричић на Академији уметности у Новом Саду.
Бави се и педагошким радом - на летњим радионицама Драмског студија и као асистент на  Академији уметности у Новом Саду.

## Филмографија
| Год.   | Назив                        | Улога              |
| ------ | ---------------------------- | ------------------ |
| 2000-е |                              |                    |
| 2009.  | Јесен у мојој улици          | Промаја            |
| 2010-е |                              |                    |
| 2016.  | Bee Stung in Big Little Bees | Feget              |
| 2017.  | Синђелићи                    | Стрипер            |
| 2019.  | Група                        | Страхиња           |
| 2019.  | Мој јутарњи смех             | Дејан              |
| 2020-е |                              |                    |
| 2020.  | 12 речи                      | Роберт             |
| 2021.  | Кљун (ТВ серија)             | Кристијан          |
| 2021.  | Црна свадба                  | Милован Мића Ђурић |
| 2021.  | У загрљају Црне Руке         | Никола Пашић       |
| 2022.  | Опкољени                     | свештеник          |
| 2022.  | Хероји радничке класе        | Новица             |
| 2024.  | За данас толико              | Моца               |
| 2025.  | Како је овде тако зелено     | Никола             |

## Позориште (избор):
- „Ајнштајнови снови", А. Лајтмен, Југословенско драмско позориште, режија Слободан Унковски;
- „Галеб", А. П. Чехов, Српско народно позориште, режија Томи Јанежич;
- „Мирослав", С. Мрожек, Културни центар Нови Сад, режија Борис Исаковић;
- „Пут", Џ. Картрајт, режија Борис Исаковић, Јасна Ђуричић, Милош Пушић и Миљан Војновић;
- „Класни непријатељ", Н. Вилијамс, Академија уметности Нови Сад, режија Јасна Ђуричић;

## Награде (избор)
- „Гран при Наиса" за најбољу улогу у филму Мој јутарњи смех на 55. Филмским сусретима у Нишу, 2020. године[1];
- „Награда Предраг Пеђа Томановић", за најбоље глумачко остварење у представи „Галеб" Српског народног позоришта у Новом Саду, 2013. године;
- „Награда за глумачко откровење године", за улогу Страхиње у серији Група, на 10. ФЕДИС-у, 2020. године